# Hút mật bụng hung
Chalcoparia singalensis là một loài chim trong họ Nectariniidae.